# LEW EL 3
Die elektrische Grubenlok EL 3 wurde bei LEW Hennigsdorf von 1951 bis 1978 in 791 Exemplaren gefertigt.
Die Maschinen waren die Standard-Ellok des Tagebaus für die 900-mm-Spur in der früheren DDR, für die 620 Stück gebaut wurden. Weitere Lokomotiven gingen nach Jugoslawien (20), Polen (49) und in die Sowjetunion (102). Von Aufbau und technischen Parametern her sind sie sehr ähnlich einer von Henschel/SSW gebauten Tagebaulok, die ab 1948 im 900-mm-Netz des Rheinischen Braunkohlereviers eingesetzt wurde, von deren Herstellern allerdings als Baureihe EL 4 bezeichnet wurde.
Die Lokomotiven wurden mit geringer Bauhöhe für das Befahren von Gleisen mit stark eingeschränktem Lichtraumprofil, das in den Tagebauanlagen insbesondere unter vorhandenen Großgeräten zur Verfügung stand und von Gleisanlagen mit mangelhafter Lagequalität, die insbesondere in den Strossen auftreten, entwickelt. Der Führerstand ist zwischen den Drehgestellen abgesenkt angeordnet. Aus diesem Grund ist eine Kurzkupplung zwischen den Drehgestellen wie bei den regelspurigen EL 2 nicht möglich. Deshalb sind die Drehgestellrahmen um die Querachse starr im Brückenrahmen gelagert, der Ausgleich der Höhenunterschiede zwischen den Achsen wird durch als Ausgleichshebel wirkende zusätzliche Tragfedern in beiden Drehgestellen gewährleistet. Damit wird die Lokomotive in vier Punkten abgestützt. Die Achsen laufen in Gleitlagern, die der preußischen Bauart A02 entsprechen. Neben zwei Regelstromabnehmern über den Vorbauten für die Regelfahrleitung sind die Maschinen zusätzlich mit vier Seitenstromabnehmern für die Seitenfahrleitung in rückbaren und Ladegleisen ausgerüstet. Der Fahrschalter mit waagerechtem Schaltrad befindet sich, von allen Seiten bedienbar in der Mitte des Führerstandes.

## Erhaltene Lokomotiven
- Lok 4-79-75-A2 steht am Tagebau Vereinigtes Schleenhain der Mitteldeutsche Braunkohlengesellschaft in Pödelwitz.
- Lokomotive 4-95-75-A2 ist im ehemaligen Kraftwerk Plessa erhalten.[2]
- Die Lokomotive 4-96-75-A2 ist im Lausitzer Bergbaumuseum Energiefabrik Knappenrode erhalten.
- Die Lokomotiven 4-148-75-A2 und 4-596-75-A2 sind in Meuselwitz bei der Bahnstrecke Regis-Breitingen–Meuselwitz erhalten.
- Des Weiteren steht die 4-945-75-A2 in Meuselwitz als Denkmallok
- Brikettfabrik Luise Domsdorf 8-816-75-A2
- In Brieske steht die 4-817-75-A2 als Denkmallok
- 2 Lokomotiven[3] befinden sich im Werk Bernburg der Solvay GmbH
- Die Lokomotive 4-98 steht am Olbersdorfer See (vormals Tagebau Olbersdorf) als Denkmallok[4]
- Die Lokomotive 4-476-75-A2 steht im Besucherpark Hagenwerder
- die Lokomotive 4-930-75-A2 (ehemals Zwenkauer Revier) steht in den Tagesanlagen der MIBRAG in Profen

## Bildergalerie

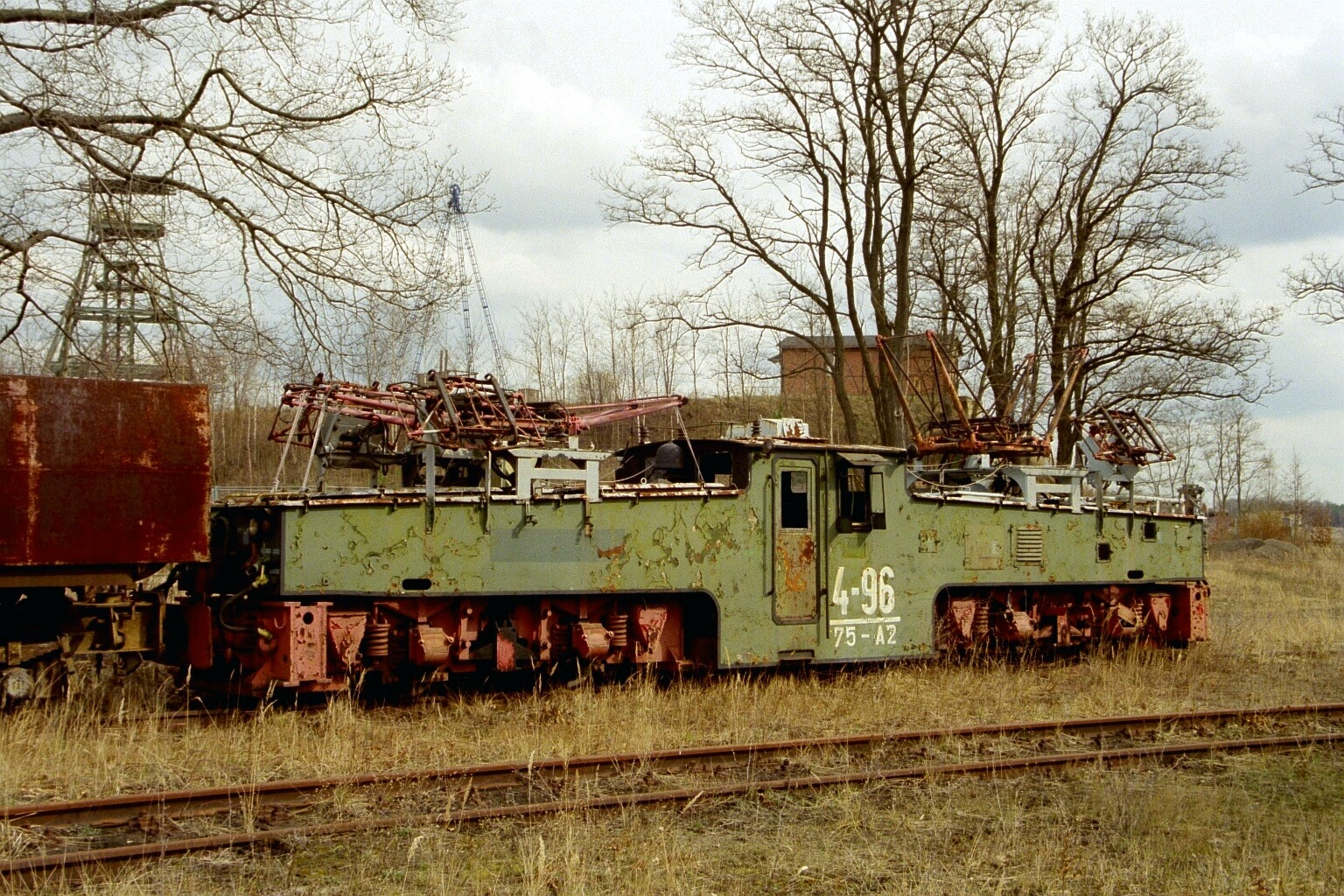
4-96-75-A2 Knappenrode 23. März 2004
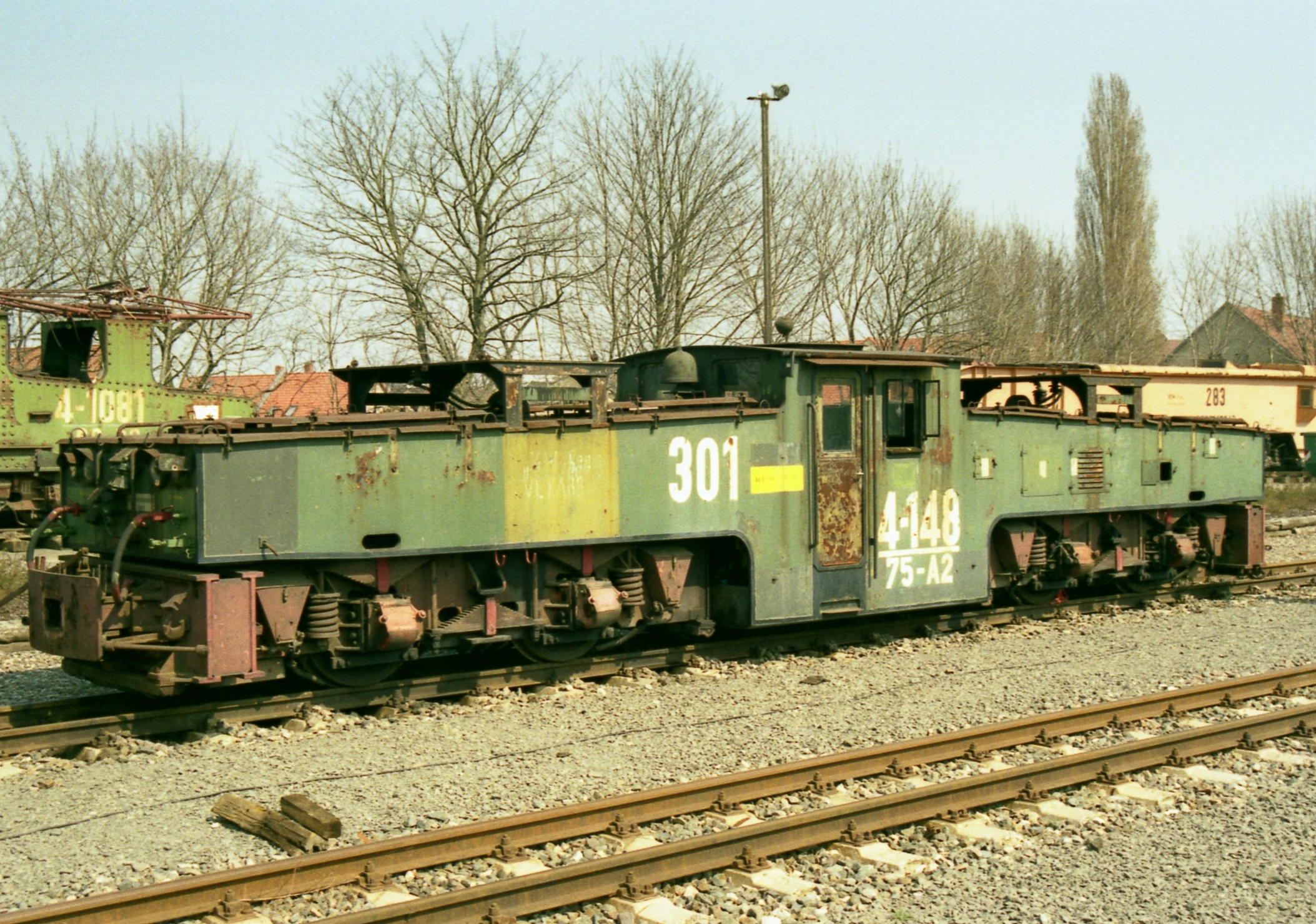
4-148-75-A2 Meuselwitz 13. April 2003
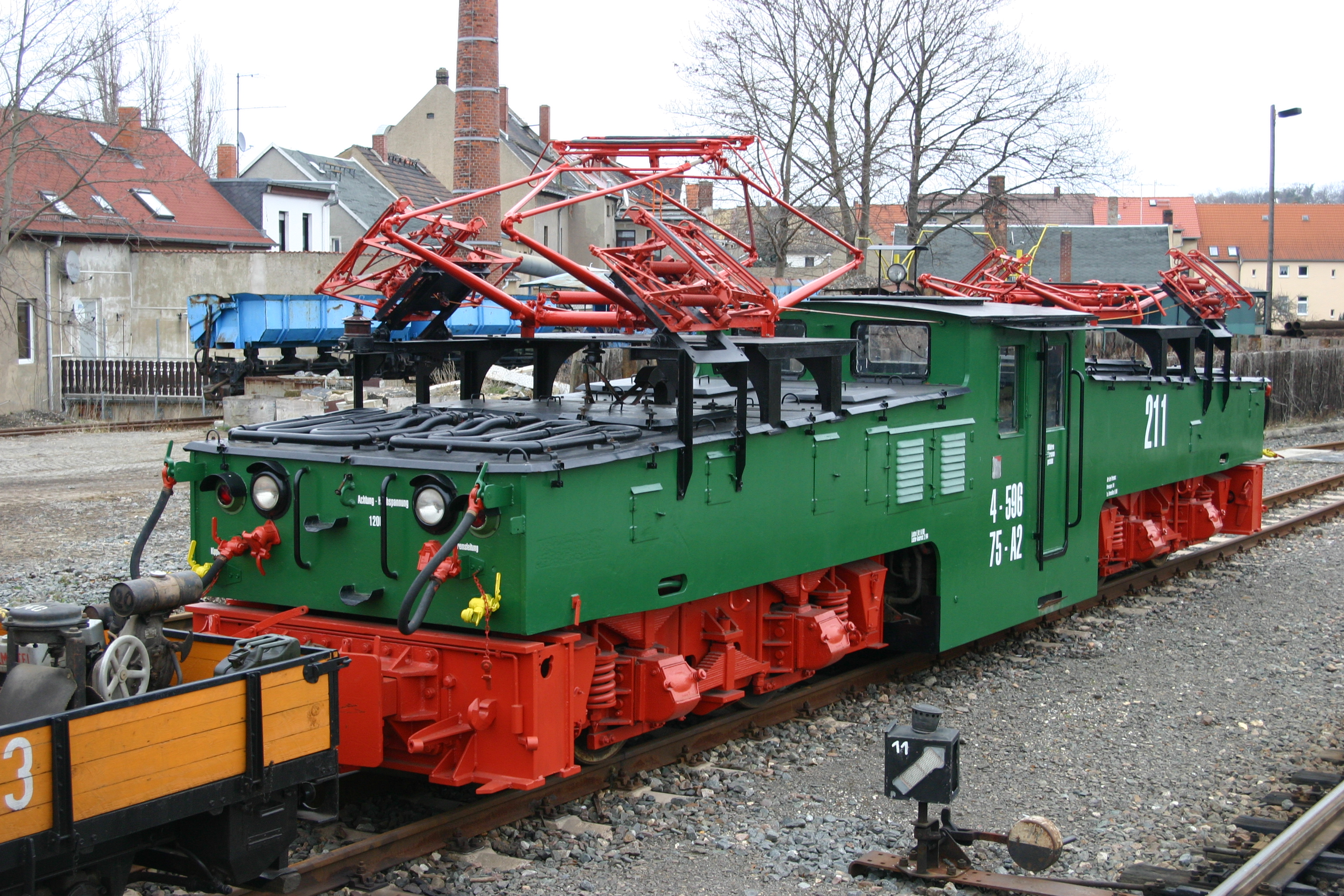
4-596-75-A2 Meuselwitz 28. Dezember 2007
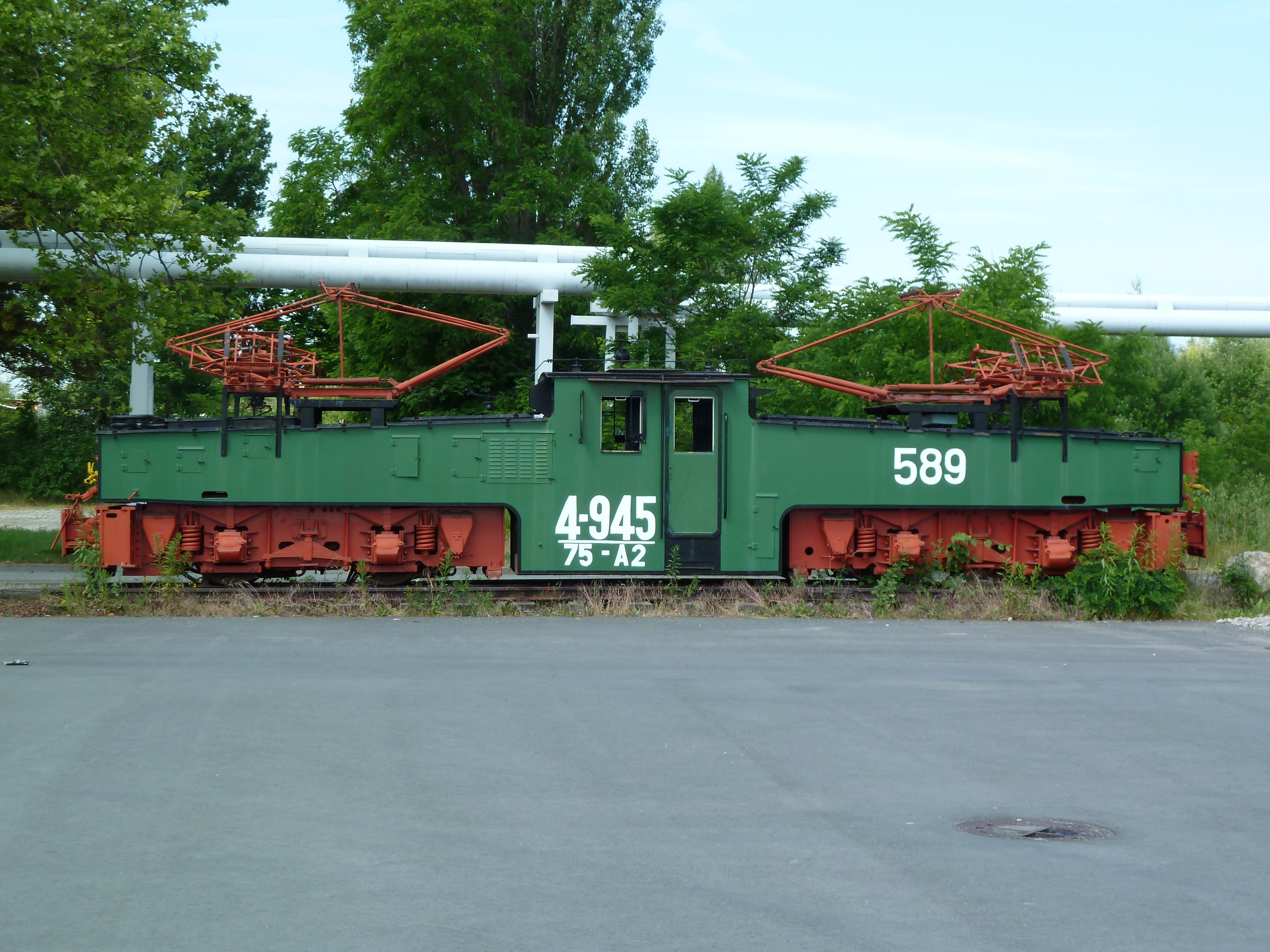
4-945-75-A2 Meuselwitz 26. Juni 2010
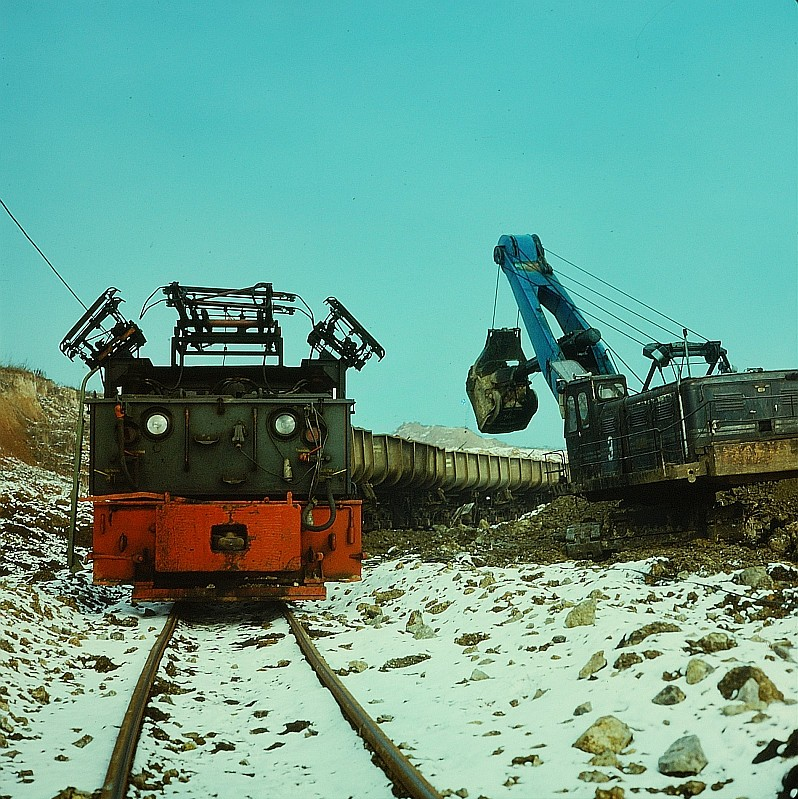
Eine EL 3 mit Einseitenkippwagen im Nickeltagebau Callenberg unter Seitenfahrleitung für das Beladen der Wagen von oben
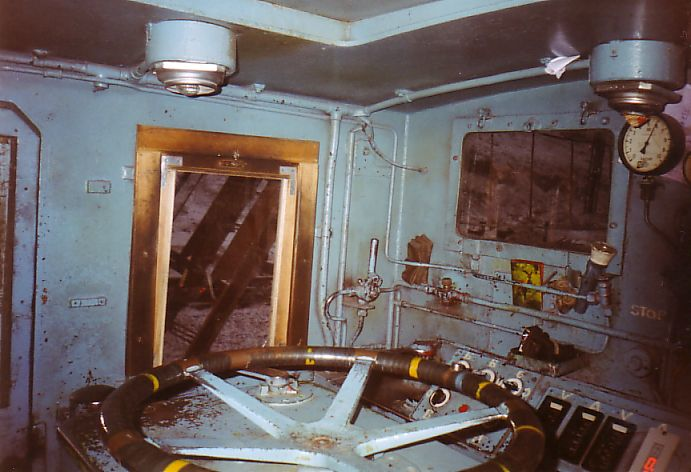
Führerstand
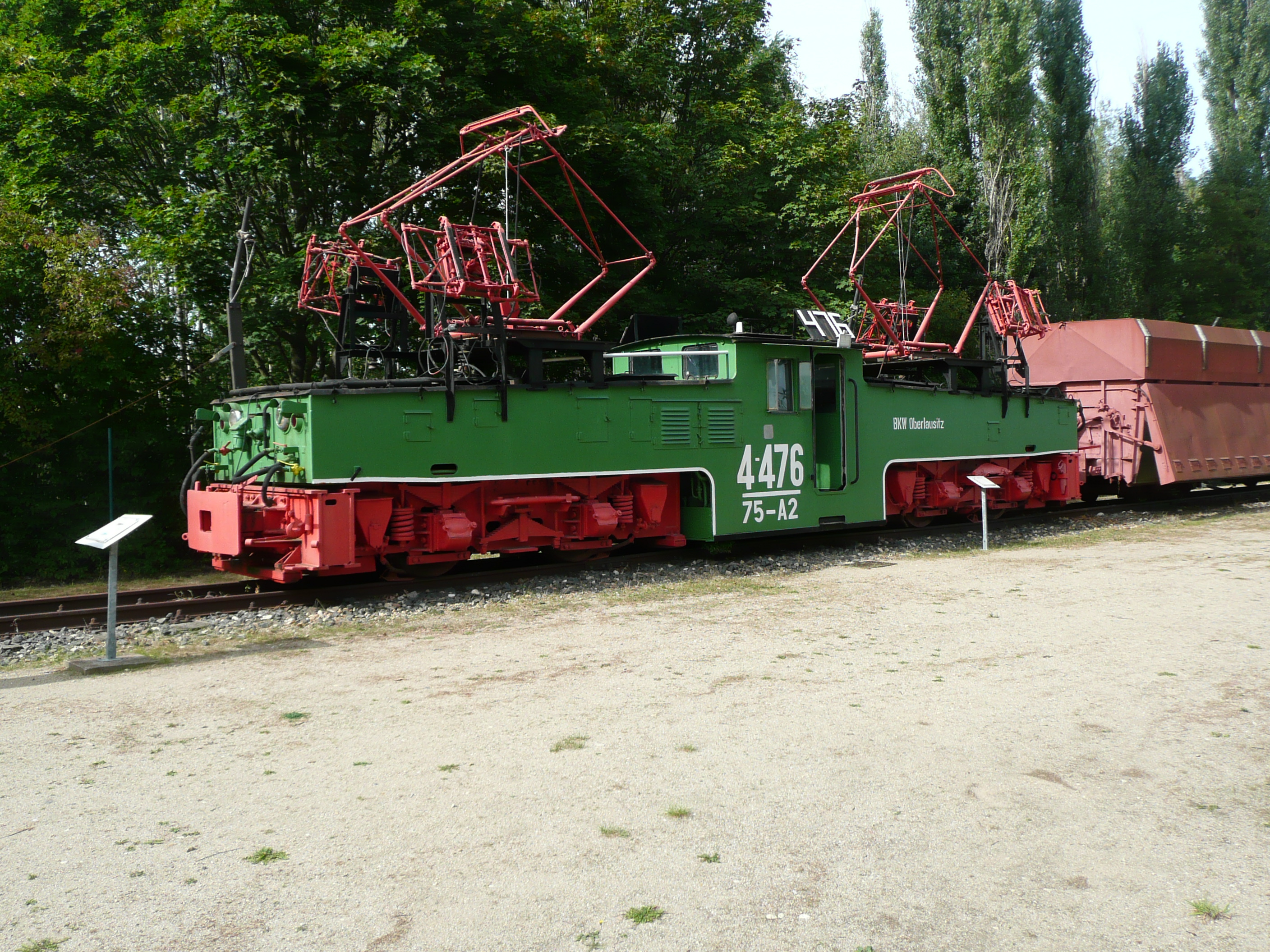
4-476-75 A2 im Besucherpark Hagenwerder

## Quelle
- Zeitzeugnisse 1945–1990, Teil II, Herausgeber: Jahresringe e. V., Hennigsdorf 2000.